# Округ Салин (Илиноис)
Округ Салин (енгл. Saline County) је округ у америчкој савезној држави Илиноис.

## Демографија
По попису из 2010. године број становника је 24.913, што је 1.82 (-6,8%) становника мање 2000. године.
| Група             | 2000.          | 2010.          |
| Белци             | 25.035 (93,6%) | 23.011 (92,4%) |
| Афроамериканци    | 1.085 (4,1%)   | 995 (4,0%)     |
| Азијати           | 53 (0,2%)      | 101 (0,4%)     |
| Хиспаноамериканци | 258 (1,0%)     | 340 (1,4%)     |
| Укупно            | 26.733         | 24.913         |